# Taufbecken (Höchstädt an der Donau)

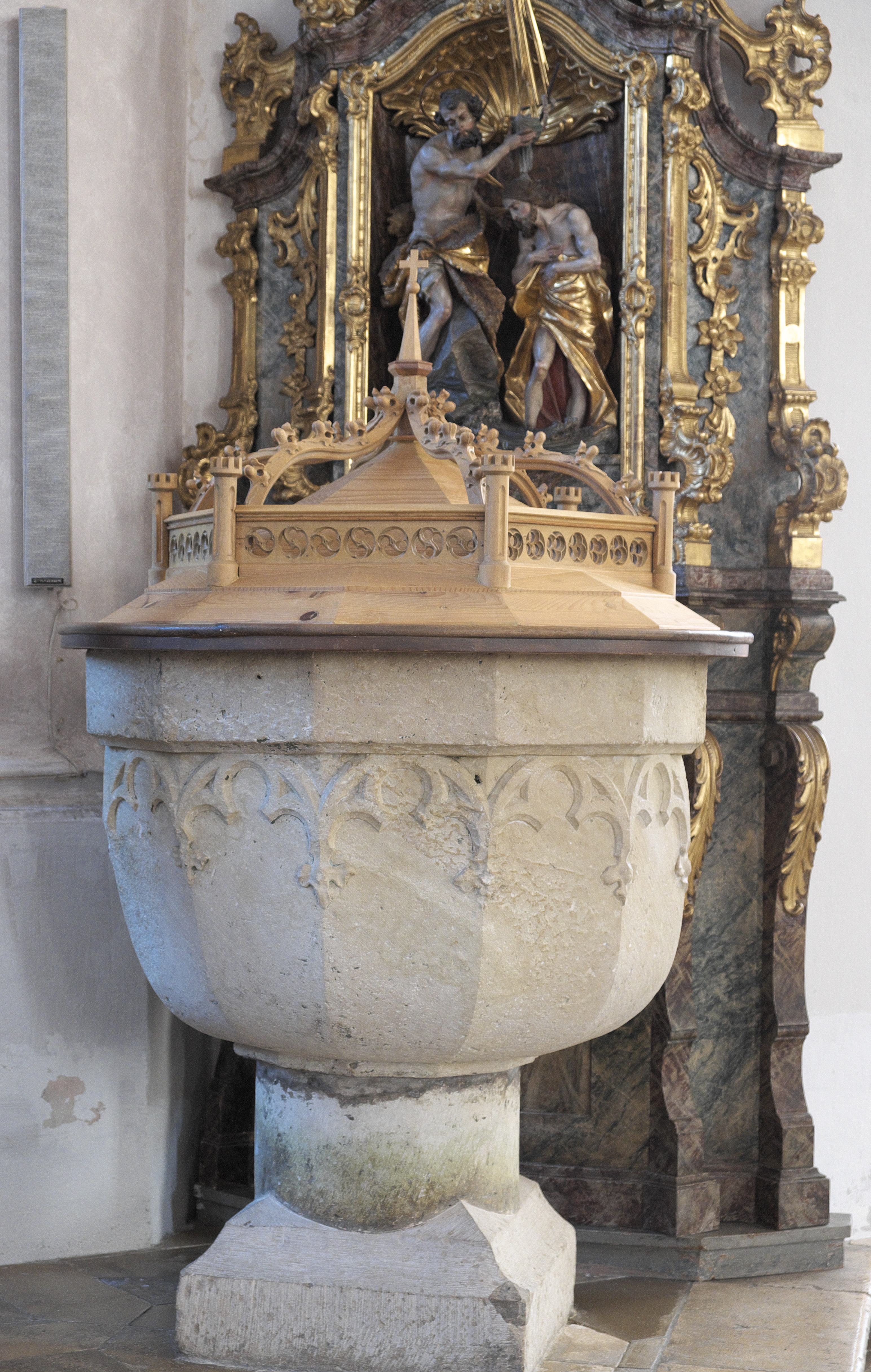
Taufbecken in Höchstädt an der Donau

Das Taufbecken in der katholischen Pfarrkirche Mariä Himmelfahrt in Höchstädt an der Donau, einer Stadt im Landkreis Dillingen an der Donau im bayerischen Regierungsbezirk Schwaben, wurde in der ersten Hälfte des 15. Jahrhunderts geschaffen. Das Taufbecken ist als Teil der Kirchenausstattung ein geschütztes Baudenkmal.
Das gotische Taufbecken aus Kalkstein besteht aus einer zwölfseitigen Schale und ist mit einem Kleeblattbogenfries unter glattem Rand verziert. Das Becken steht auf quadratischer Basis, die aus Platte und Kehle sowie rundem, kurzen Schaft besteht. 
Der historisierende Holzdeckel wurde später geschaffen.